# Gianni Jeronimo Acquaviva (nascut el 1521)
Gianni Jeronimo Acquaviva (1521 – 1592) fou un militar i literat italià. Serví l'emperador Carles V del Sacre Imperi Romanogermànic en les guerres de religió a Alemanya, i contra els turcs a Sicília; va estar en la batalla de Lepant i fou aficionat a les lletres i a la poesia.
Deixà un poema incomplet, titulat Fasti Sacri, i diverses Rimas.